# Elmedin Kikanović
Elmedin Kikanović (Tuzla, 2 settembre 1988) è un cestista bosniaco.

## Carriera
Nel 2010 è stato sospeso per 12 mesi per doping.
Con la Bosnia ed Erzegovina ha disputato tre edizioni dei Campionati europei (2011, 2013, 2015).

## Statistiche

### Eurocup
| Anno      | Squadra      | PG | PT | MP   | TC%  | 3P%  | TL%  | RP  | AP  | PRP | SP  | PP   |
| --------- | ------------ | -- | -- | ---- | ---- | ---- | ---- | --- | --- | --- | --- | ---- |
| 2007-2008 | Stella Rossa | 14 | 3  | 15,4 | 72,1 | 100  | 83,9 | 2,7 | 0,1 | 0,4 | 0,1 | 8,2  |
| 2008-2009 | Stella Rossa | 12 | 9  | 18,9 | 46,6 | -    | 88,4 | 3,3 | 0,6 | 0,4 | 0,2 | 8,8  |
| 2009-2010 | Stella Rossa | 12 | 11 | 15,3 | 56,2 | 25,0 | 86,4 | 2,4 | 0,2 | 0,6 | 0,1 | 8,5  |
| 2015-2016 | Alba Berlino | 18 | 8  | 26,9 | 54,1 | 16,7 | 74,0 | 4,2 | 0,7 | 0,3 | 0,6 | 14,9 |
| 2016-2017 | Alba Berlino | 13 | 12 | 27,9 | 58,2 | 50,0 | 78,8 | 3,8 | 1,0 | 0,4 | 0,1 | 19,6 |
| 2018-2019 | Monaco       | 16 | 16 | 26,3 | 55,9 | 0,0  | 65,6 | 4,3 | 1,4 | 0,4 | 0,4 | 14,9 |
| Carriera  | Carriera     | 85 | 59 | 22,3 | 56,5 | 29,4 | 77,3 | 3,6 | 0,7 | 0,4 | 0,3 | 12,8 |

## Palmarès

### Squadra
- Coppa di Germania: 1

Alba Berlino: 2016
- Leaders Cup: 1

Monaco: 2018
- Lebanese Basketball League: 1

Riyadi Beirut: 2023-2024
- Qatari Basketball League: 1

Al-Arabi: 2024-2025
- FIBA West Asia Super League: 1

Riyadi Beirut: 2023-2024
- Basketball Champions League Asia: 1

Riyadi Beirut: 2024

### Individuale
- Basketball Champions League Star Lineup: 1

Monaco: 2017-18
- MVP Lebanese Basketball League: 1

Riyadi Beirut: 2023-2024
- MVP Qatari Basketball League: 1

Al-Arabi: 2024-2025